# Hem-Hardinval
Hem-Hardinval és un municipi francès situat al departament del Somme i a la regió dels Alts de França. L'any 2007 tenia 348 habitants.

## Demografia

### Població
El 2007 la població de fet de Hem-Hardinval era de 348 persones. Hi havia 118 famílies de les quals 16 eren unipersonals (12 homes vivint sols i 4 dones vivint soles), 39 parelles sense fills, 51 parelles amb fills i 12 famílies monoparentals amb fills.
La població ha evolucionat segons el següent gràfic:
Habitants censats

### Habitatges

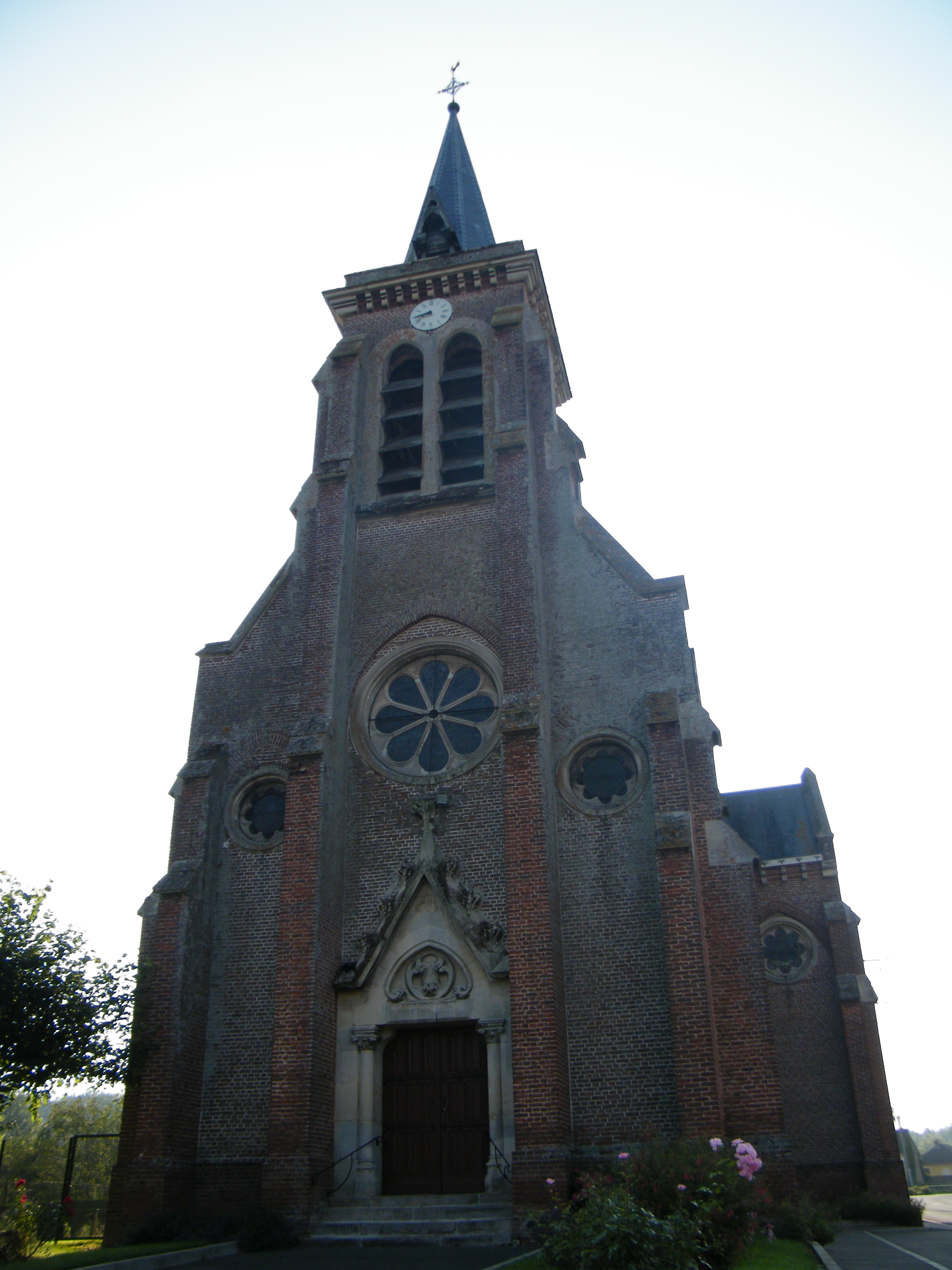
Església

El 2007 hi havia 136 habitatges, 120 eren l'habitatge principal de la família, 5 eren segones residències i 11 estaven desocupats. Tots els 134 habitatges eren cases. Dels 120 habitatges principals, 102 estaven ocupats pels seus propietaris, 16 estaven llogats i ocupats pels llogaters i 3 estaven cedits a títol gratuït; 1 tenia una cambra, 5 en tenien dues, 6 en tenien tres, 20 en tenien quatre i 88 en tenien cinc o més. 91 habitatges disposaven pel capbaix d'una plaça de pàrquing. A 59 habitatges hi havia un automòbil i a 56 n'hi havia dos o més.

### Piràmide de població

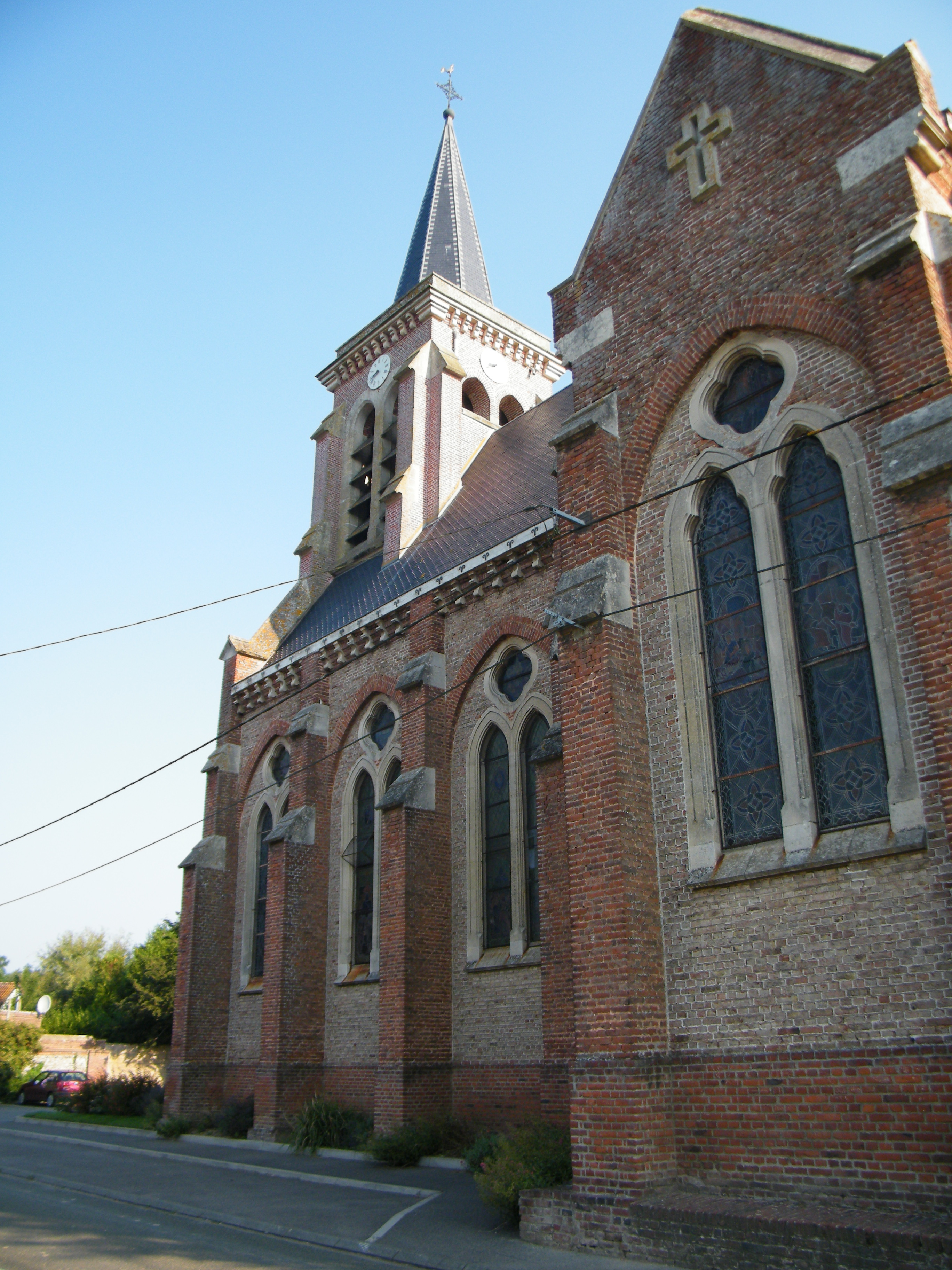

La piràmide de població per edats i sexe el 2009 era:
| Homes | Edats   | Dones |
| ----- | ------- | ----- |
| 0     | 95 o +  | 4     |
| 0     | 90 a 94 | 0     |
| 0     | 85 a 89 | 0     |
| 0     | 80 a 84 | 4     |
| 0     | 75 a 79 | 0     |
| 4     | 70 a 74 | 4     |
| 12    | 65 a 69 | 12    |
| 12    | 60 a 64 | 12    |
| 0     | 55 a 59 | 4     |
| 12    | 50 a 54 | 0     |
| 4     | 45 a 49 | 4     |
| 8     | 40 a 44 | 4     |
| 20    | 35 a 39 | 12    |
| 16    | 30 a 34 | 16    |
| 12    | 25 a 29 | 8     |
| 4     | 20 a 24 | 0     |
| 16    | 15 a 19 | 12    |
| 12    | 10 a 14 | 8     |
| 12    | 5 a 9   | 12    |
| 12    | 0 a 4   | 12    |

## Economia

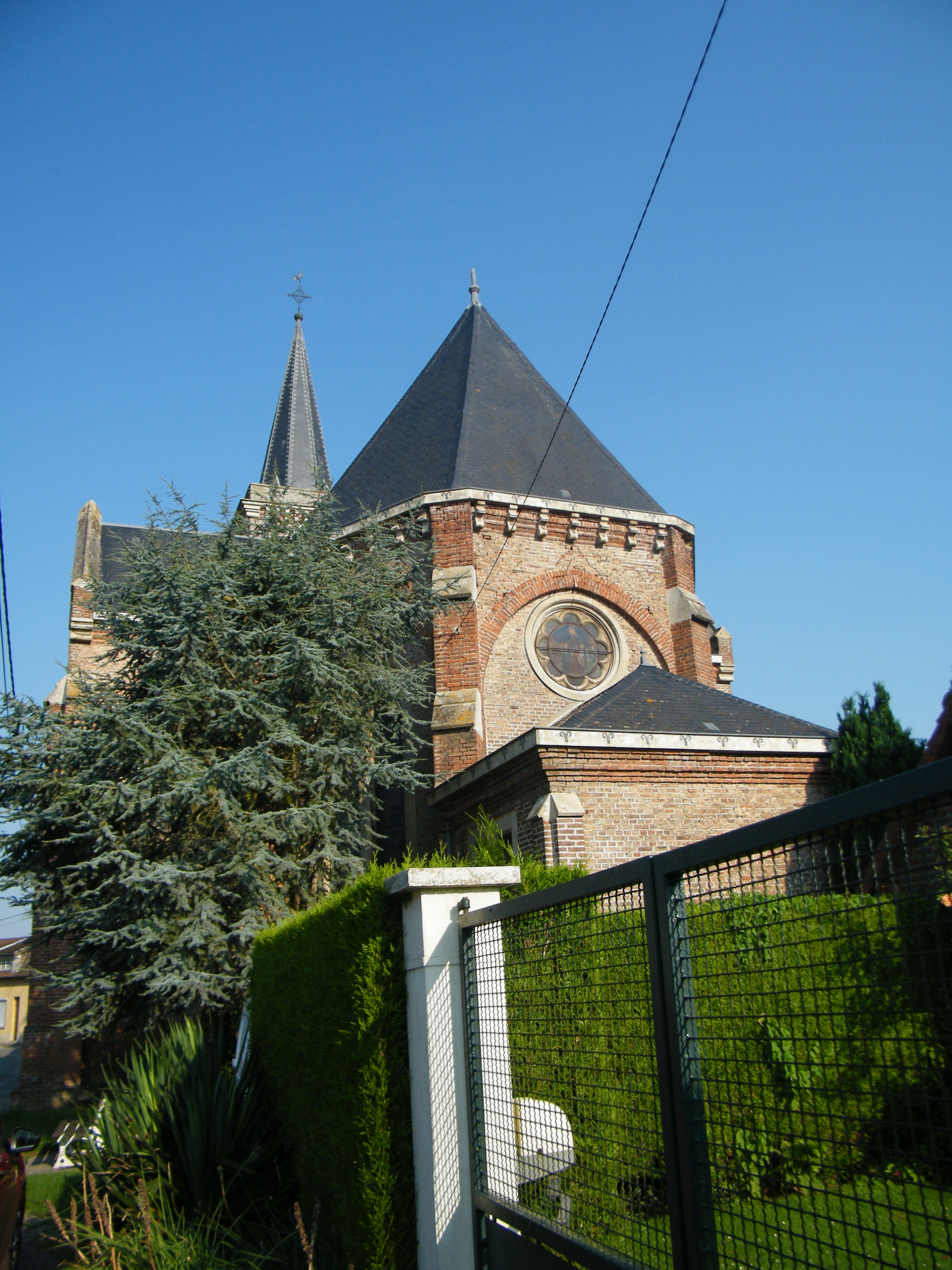

El 2007 la població en edat de treballar era de 211 persones, 163 eren actives i 48 eren inactives. De les 163 persones actives 141 estaven ocupades (80 homes i 61 dones) i 22 estaven aturades (9 homes i 13 dones). De les 48 persones inactives 12 estaven jubilades, 18 estaven estudiant i 18 estaven classificades com a «altres inactius».

### Ingressos
El 2009 a Hem-Hardinval hi havia 124 unitats fiscals que integraven 352 persones, la mediana anual d'ingressos fiscals per persona era de 14.191 €.

### Activitats econòmiques
Els 2 establiments que hi havia el 2007 eren d'empreses d'hostatgeria i restauració.
Dels 2 establiments de servei als particulars que hi havia el 2009, 1 era una fusteria i 1 restaurant.
L'any 2000 a Hem-Hardinval hi havia 9 explotacions agrícoles que ocupaven un total de 402 hectàrees.

## Equipaments sanitaris i escolars
El 2009 hi havia una escola elemental integrada dins d'un grup escolar amb les comunes properes formant una escola dispersa.

## Poblacions més properes

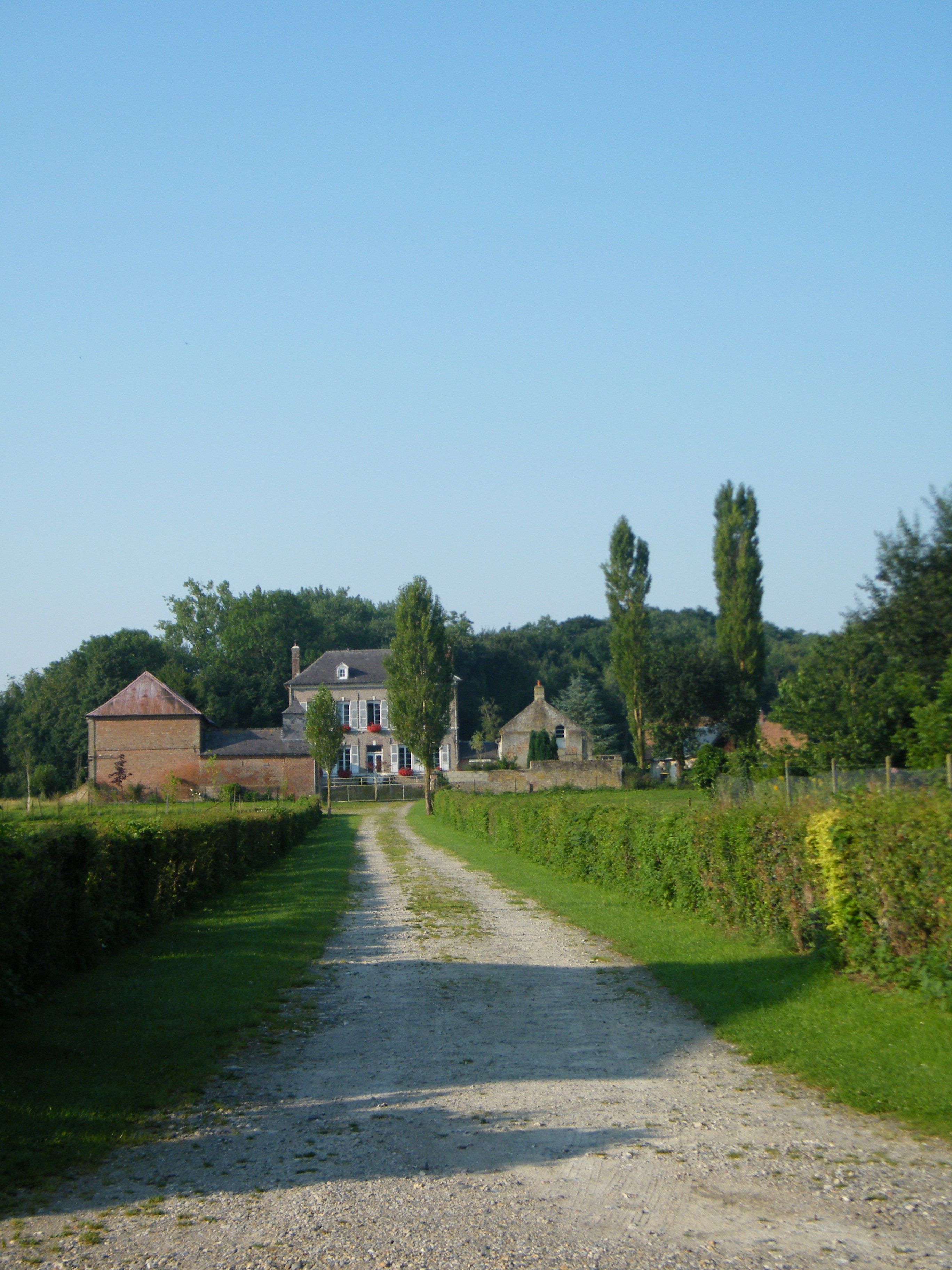

El següent diagrama mostra les poblacions més properes.